# اللغة الأرومونية
الأرمونية أو اللغة الأرومونية  (بالإنجليزية Aromanian)
بالأرومونية:limba armãneascã, armãneshce, armãneashti, rrãmãneshti هي اللغات الهندو أوربية من العائلة الفرعية للغات إيطاليقية إلى لغات رومنسية إلى اللغات الرومنسية الجنوبية.
يتحدث بها كلغة أم حوالي 250 ألف شخص حسي إحصاءات 1997. ويتكلمها الأرومانيون.